# Estádio Federativo Reina del Cisne
O Estádio Federativo Reina del Cisne é um estádio de futebol localizado na cidade de Loja, no Equador.
Com capacidade para 14 935 espectadores, foi inaugurado em 7 de setembro de 1980 e sedia atualmente distintos eventos esportivos a nível naiconal e internacional. Além disso, é administrado pela Liga Deportiva Universitaria de Loja, clube da primeira divisão do Campeonato Equatoriano de Futebol.